# دیو متیوس
دیو متیوس (انگلیسی: Dave Matthews؛ زادهٔ ۹ ژانویهٔ ۱۹۶۷) یک موسیقی‌دان اهل آفریقای جنوبی است. وی از سال ۱۹۸۹ میلادی تاکنون مشغول فعالیت بوده‌است.
از فیلم‌ها یا برنامه‌های تلویزیونی که وی در آن نقش داشته‌است می‌توان به اکنون شما را چاک و لری می‌نامم و به‌خاطر وین-دیکسی اشاره کرد.